# 广东乌饭
广东乌饭（学名：Vaccinium guangdongense）为杜鹃花科越桔属下的一个种。

## 扩展阅读
- 維基物種上的相關：广东乌饭